# Anna Bede
Anna Bede (în maghiară Bede Anna sau Bede Opika; n. 14 iulie 1926, Budapesta, Regatul Ungariei – d. 30 martie 2009, Biharkeresztes, Hajdú-Bihar, Ungaria) a fost o poetă și traducătoare maghiară. A avut doi copii: etnograful și folcloristul Elek Bartha (n. 1956)  și turcologul și iranianistul Előd Kovács (n. 1969).

## Cariera
Părinții ei au fost István Bede (1885–1956), profesor de liceu, și Stefánia Tordy (1895–1974). Și-a început studiile la catedra de arte grafice a Universității de Arte Aplicate, apoi a continuat la Facultatea de Istorie a Artei Maghiare la Universitatea „Eötvös Loránd” din Budapesta.
Între 1948 și 1950, a fost redactor la ziarul studențesc Fiatal Magyarország. Între 1950 și 1951 a fost angajată al Centrului Național al Muzeelor și Monumentelor. Între 1951 și 1959 a fost învățătoare, educatoare, bibliotecară și jurnalistă. A publicat cu începere din 1953. Între 1959 și 1960 a lucrat la Biblioteca Universității din Szeged. Începând din 1960 a trăit de pe urma scrierilor sale.

## Opera
- Razele de soare ale dimineții (Reggeli napsütés, poezii, 1956)
- Primăvară severă (Szigorú tavasz, poezii, 1963)
- Zadarnicele flori (Fölösleges virágok, 1966)
- Ridică-te și mergi! (Kelj fel és járj!, poezii, 1971)
- Cincizeci de păduri (Ötven erdő, poezii, 1977)
- Rugăciunea peștelui aruncat pe mal (A kivetett hal imája, poezii, 1984)
- Rugăciunea de argint (Ezüstfohász, poezii, 1990)
- O stea arde din tufiș (Bozótból csillag parázslik, împreună cu Rozália Koszta, 1990)
- Nava de război în China (Hadihajó Kínában, roman, 1993)
- Clopoțel pe-o ramură de păr (Harang a körtefán, poezii, 1999)
- Urme pe gheață (Jelek a jégen, antologie poetică, 2003

## Traduceri
- Horatius: Poeme slrdr (Poezii, 1959)
- Tobe șamane, glăsuiți! Poezia populară a populației indigene din Siberia; vol., notă Katalin Kőhalmi, trad. Anna Beda; Europa, Budapesta, 1973
- Sztyelmah: Mă gândesc la tine (1976)
- Ivanov: Narspi (epopee ciuvașă, 1977)
- Manasz (epopeea kârgâză, 1979)
- Ovidiu: Arta iubirii (1982)
- Aranylile spune (poezie laponă, 1983)
- Sijajar (epopeea Mordvin, 1984)
- Șestalov: Julian m-a găsit (1985)
- Șestalov: Se apropie Festivalul Ursului (1985)
- Operele complete ale lui Horatius (1989)
- Nu-ți fie frică, cumnate (balade țigănești, 1993)
- Șestalov: Conștiința lui Torum (1998)
- Tarhanov: Poteca păgână (2000)

## Premii și medalii
- Premiul József Attila (1975)
- Premiul Guvernului Cehoslovac (1975)
- Premiul Europa Book Publisher's Level (1984)
- Gradul de aur al Ordinului Meritul Muncii (1986)
- Crucea de Cavaler a Ordinului de Merit al Republicii Ungare (2001)